# Murray Rothbard
Murray Newton Rothbard, född 2 mars 1926 i New York, död 7 januari 1995 i New York, var en amerikansk nationalekonom som tillhörde den österrikiska skolan. Han var även historiker, filosof och politisk teoretiker. Han skrev över tjugo böcker, och hans skrifter och personliga arbete bidrog till att skapa den moderna libertarianska rörelsen.
Rothbard var ledande i skapandet av den politiska filosofin anarkokapitalism. Enligt Hans-Hermann Hoppe skulle det "inte finnas någon anarkokapitalistisk rörelse att tala om utan Rothbard". Rothbard skrev att staten är "organisering av ett storstilat och systematiskt rån" och hävdade att alla tjänster som försågs av det han kallade "det statliga monopolssystemet" skulle kunna erbjudas mer effektivt av den privata sektorn. Han ansåg att centralbanker och bråksdelsreserver under ett monopolsystem med papperspengar var ett bedrägeri som stod i motsats till vad som var förenligt med en libertariansk syn på etik. Rothbard var icke-interventionist och motståndare till militär, politisk och ekonomisk intervention i andra länders angelägenheter.

## Liv och verk

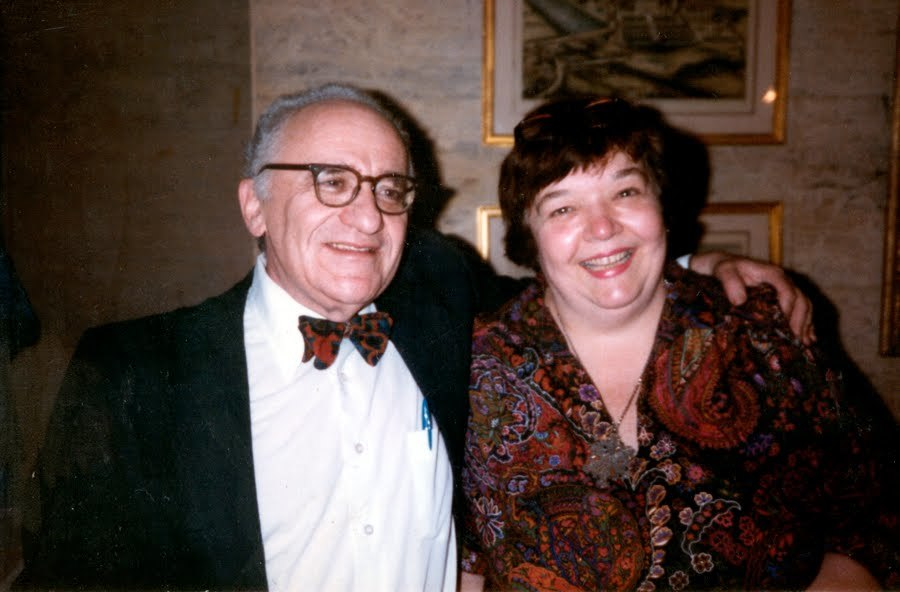
Rothbard med sin fru JoAnn.

Rothbard växte upp med sina judiska föräldrar, David och Rae Rothbard, i Bronx, New York. Hans far var en kemist som "utvandrade till USA från ett polskt shtetl år 1910, utfattig och utan att kunna ett enda ord engelska". Hans mamma var från Ryssland. Rothbard skrev om att ha växt upp som en "right-winger" (en som följde den gamla högern inom det republikanska partiet) bland familj, vänner och grannar som var "kommunister eller liknande". För honom var det annorlunda och han återberättar att "all socialism för honom verkade förskräckligt förtryckande och motbjudande". Han gick på Columbia University där han tog en kandidatexamen i Matematik 1945, följt av en doktorsexamen i ekonomisk historia med Joseph Dorfman som handledare 1956. Hans uppsats hade titeln "The Panic of 1819".
Under det tidiga femtiotalet var Rothbard en av deltagarna på den österrikiska ekonomen Ludwig von Mises seminarier på New York University och han blev starkt påverkad av Mises bok Human Action. Rothbard uppmärksammades av William Volker Fund, en grupp som gav finansiellt stöd till lovande liberala amerikanska tänkare under 1950-talet. Fonden betalade Rothbard för att han skulle skriva en lärobok som förklarade Human Action så att universitetsstudenter skulle kunna ta till sig boken. Han skrev ett exempelkapitel som handlade om pengar och ränta vilket fick Mises godkännande. När Rothbard fortsatte med sitt arbete bestämde han sig för att utvidga projektet. Resultatet blev Rothbards bok Man, Economy, and State som publicerades 1962. Mises berömde Rothbard och hyllade boken.
Från 1963 till 1985 undervisade Rothbard på Brooklyn Polytechnic Institute i Brooklyn, New York. Från 1986 fram till sin död var han professor i nationalekonomi vid University of Nevada, Las Vegas. Rothbard grundade Center for Libertarian Studies 1976 och Journal of Libertarian Studies 1977. Han deltog också i grundandet av Ludwig von Mises Institute vid Auburn University i Alabama där han var vice ordförande med ansvar för akademisk verksamhet fram till 1995.
Han gifte sig 1953, i New York City, med JoAnn Schumacher (1928–1999), som han kallade den "nödvändiga stommen" för hans liv och arbete. Han dog 1995 på Manhattan av en hjärtattack. New York Times dödsruna kallade Rothbard "en ekonom och filosof som vildsint försvarade individuell frihet mot statliga intrång. JoAnn Rothbard dog fyra år senare.

## Nationalekonomi
Rothbard var en kritiker av den keynesianska skolbildningen inom det ekonomiska tänkandet och av de orealistiska antagandena i vanlig nationalekonomi. Istället följde Rothbards skrifter inom nationalekonomi hans tolkning av von Mises deduktiva metod som logiskt analyserade följderna av mänskligt handlande. Rothbard var en strikt praxeolog.
I Man, Economy, and State delade Rothbard in de olika typer av statsintervention i tre kategorier: "autistisk intervention", vilket är störandet av privata icke-ekonomiska aktiviteter; "binär intervention", vilket är det påtvingande utbytet mellan individer och staten; och "triangulär intervention", vilket är ett statsstyrt utbyte mellan individer. Rothbards typologi eliminerar enligt Sanford Ikeda "de hål och fel som fanns i Mises ursprungliga formulering." 
Rothbard skriver i Power and Market att nationalekonomens roll i en fri marknad är begränsad men är mycket större under en regering som kräver ekonomiska råd. Rothbard hävdar därför att egenintresset driver många nationalekonomer till att stödja staten.
Bland hans framträdande verk inom nationalekonomi finns hans tidigare nämnda Magnum Opus Man, Economy, and State, men ett flertal ytterligare artiklar och uppsatser har blivit kända. Bland dessa finns What has government done to our money? och Toward a reconstruction of welfare economics.

## Etik och samhällssyn
Under slutet av 1940-talet undrade Rothbard varför laissez faire-organiserade privata polisorganisationer inte skulle kunna ersätta statens säkerhetsorganisation och 1949 kom han fram till att de kunde det. Han var inspirerad av 1800-talets amerikanska individualanarkister såsom Lysander Spooner och Benjamin Tucker samt den belgiske nationalekonomen Gustave de Molinari som skrev om hur ett sådant system skulle kunna fungera. Han "kombinerade således de Misesianska ekonomiska insikterna i laissez faires med de absolutistiska synen på mänskliga rättigheter och avfärdandet av staten" från individualanarkisterna.
Rothbard skiljde sig från Mises i frågan om etik då Mises undvek etiska argument för att istället visa att ekonomiska lagar gjorde att interventionism misslyckades i sitt mål. Rothbard argumenterade istället för att interventionism faktiskt gynnade vissa, till och med de som var destruktiva, vilket därmed innebar att det krävdes ett etiskt försvar för den fria marknaden. Detta försvar byggde han utifrån principen om självägande. När han applicerade denna syn på kontrakt kom han dock fram till att det inte var etiskt försvarbart att folk skrev på slavkontrakt. Rothbards etiska hållning hade också sitt ursprung i den klassiska liberalismen och den gamla högerns antiimperialism.
1954 hade Rothbard tillsammans med ett flertal andra av Misesstudenter, såsom George Reisman och Ralph Raico, samröre med författaren Ayn Rand. Han skulle senare ta avstånd från henne och då mena att hennes idéer inte var så nya som hon hävdade utan istället liknande de som hölls av Aristoteles, Thomas av Aquino och Herbert Spencer  Efter publiceringen av Rands Atlas Shrugged skrev Rothbard 1958 ett fanbrev till Rand där han kallade hennes en bok "en skattkista som aldrig tar slut" och "inte bara den bästa romanen som skrivits, utan en av de bästa böckerna som någonsin skrivits, både bland fiktiva och icke-fiktiva verk:" Han skrev även att "du introducerade mig för hela naturrätten och naturlagsfilosofin", genom att ha uppmuntrat honom om att studera "den ärofyllda naturrättstraditionen."  Han anslöt sig till hennes cirkel för några månader men lämnande strax efter dispyter om ett flertal frågor, bland annat hans försvar av anarkism. Rothbard kritiserade senare Rands cirkel i sin pjäs Mozart Was a Red och i artikeln "The Sociology of the Ayn Rand Cult."
Rothbard motsatte sig det han såg som en överdriven specialisering inom akademin och försökte förena ämnena nationalekonomi, historia, etik och statsvetenskap för att skapa "frihetens vetenskap". Rothbard förklarade den moraliska grunden för sin anarkokapitalistiska hållning i två av hans böcker: For a New Liberty som publicerades 1973, och The Ethics of Liberty, som publicerades 1982. I hans Power and Market (1970) beskrev Rothbard hur en statslös ekonomi skulle kunna fungera.

### Rätt till självägande
I The Ethics of Liberty hävdade Rothbard att rätten till självägande är den enda principen som är kompatibel med en moralisk kod som ska gälla för samtliga personer - en universell etik - och att det är en naturlig rättighet. Han menade i John Lockes anda att om en individ blandar sitt arbete med icke-ägd mark blir han den rättmätiga ägaren, och från den tidpunkten är det privat egendom som endast kan byta ägandeförhållande genom handel eller gåva. Han argumenterade även för att sådan mark har tendensen att inte förbli oanvänd så länge det inte är ekonomiskt befogat att inte använda den.

### Anarkokapitalism
Rothbard började se sig själv som en privategendoms-anarkist under 1950-talet och använde senare ordet "anarkokapitalist" för att beskriva sig själv. 
 I hans anarkokapitalistiska modell skulle ett nätverk av säkerhetsföretag konkurrera mot varandra på en fri marknad och stödjas frivilligt av de konsumenter som önskade deras tjänster. Dessa tjänster skulle innefatta såväl skydd som rättsliga processer. Anarkokapitalism skulle innebära slutet för statens våldsmonopol.
Rothbard var lika fördömande vad gällde relationen mellan stora företag och den stora staten. Han visade på ett flertal tillfällen där företagseliter använde sig av statens våldsmonopol för att påverka lagar och regleringar så att det skulle gynna dem själva på bekostnad av konkurrenter. Enligt Rothbard var ett exempel på denna korporativism då järnvägsföretag verkade för naturreservat.

### Frimarknadspengar
Se även Myntfot
Rothbard menade att det statliga valutamonopolet över utgivande och distribution av pengar var skadligt och oetiskt till sin natur. Åsikten härstammade från Ludwig von Mises och Friedrich Hayeks österrikiska konjunkturteori, som säger att en överdriven kreditexpansion med säkerhet leder till felinvesteringar av kapital och utlöser ohållbara kreditbubblor och, slutligen, lågkonjunktur. Därför motsatte han sig starka centralbanker och fractional-reserve banking under ett system med fiatvaluta, vilket han kallade "laglig förfalskning" eller en form av institutionaliserad förskingring och därmed bedrägeri.
Han förespråkade starkt full-reserve banking ("100 percent banking") och en frivillig icke-statlig guldmyntfot, och, som det näst bästa alternativet, ett helt oreglerat bankväsende (som han även kallar "frimarknadspengar").

### Icke-interventionism

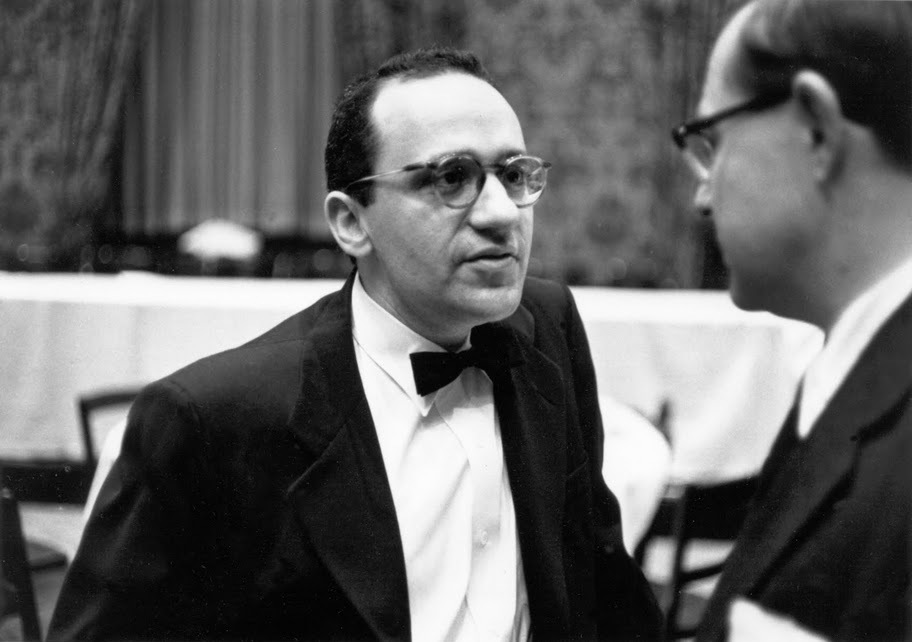
Rothbard i en diskussion under en middag anordnad av likasinnade österrikiske nationalekonomen Hans Sennholz.

Rothbard trodde, likt Randolph Bourne, att "krig håller staten under armarna" och motsatte sig en aggressiv utrikespolitik. Han skrev 1964 att den "bedrövliga amerikanska imperialismen" är "vår tids största problem". Rothbard ansåg att det var nödvändigt att förhindra nya krig och att kunskap om hur staten hade övertygat medborgarna till tidigare krig var viktigt. Hans två texter "War, Peace, and the State" och "The Anatomy of the State" avhandlade detta. Rothbard använde sig av insikter i elitteori av teoretiker såsom Vilfredo Pareto, Gaetano Mosca och Robert Michels för att bygga en modell av statens syfte, mål och ideologi. I en dödsruna för hans vän historierevisionisten Harry Elmer Barnes förklarade Rothbard varför kunskap om historia är viktigt:
Vårt inträdande i andra världskriget var den viktigaste faktorn i den utveckling där ekonomin och samhället helt militariserats, och därmed försattes landet i händerna på politikerna och militärerna, med ett överväldigande militärindustriellt komplex och ett värnpliktssystem. Det var det som skapade ett blandekonomiskt system kontrollerat av den stora staten, ett statskapitalistiskt monopolsystem styrt av den centrala regeringen i samarbete med de stora företagen och de stora fackförbunden.
Rothbard skilde också mellan "smal" och "bred" historierevisionism. Han skrev att Barnes var "en bred historierevisionist" som "förstod att det stora problemet var mellan krig och fred och att hans huvudsakliga syssla inte vara oroa sig för Tyskland utan istället att motsätta sig en eskalering av kriget till hela världen."
Rothbard diskuterade sin syn på principer som präglar den libertarianska utrikespolitiken i en intervju 1973: "Den libertarianska positionen är generellt att minimera statens makt så mycket som möjligt, ner till noll, och isolering är den fullkomliga uttrycket i utrikespolitik av det inhemska målet att skarva ner statens styrka." Han efterlyste även "avhållsamhet från varje typ av amerikansk militärintervention samt politisk och ekonomisk intervention." I For a New Liberty skriver han: "I en helt libertariansk värld skulle det därför inte finnas någon 'utrikespolitik' eftersom det inte skulle finnas några stater och några regeringar med monopol på förtryck över vissa geografiska områden."
I hans text "War Guilt in the Middle East" anklagade Rothbard Israel för "attacker mot araber i Mellanöstern", stöld, och "vägran att låta flyktingar återvända och återkräva egendom som tagits från dem." Enligt en text som Rothbard ska ha skrivit och som publicerades på lewrockwell.com skrev Rothbard att kritiker av staten Israel ofta fick utstå kritik från organiserade "anti-anti-semiter".
Rothbard pekade ut handlingar av USA, Israel och alla andra länder som "hämnas" på oskyldiga som statsterror. Enligt honom skulle de aldrig kunna urskilja de faktiska gärningsmännen. Han hävdade att ingen hämnd som skadar eller dödar oskyldiga människor är rättfärdigad och att "allt annat är en ursäkt för ett outtröttligt massmord."

### Barns rättigheter
I The Ethics of Liberty utforskade Rothbard själväganderätten och stötte på flera kontroversiella frågor angående barns rättigheter. Dessa omfattade kvinnors rätt till abort, förbud mot våld mot barn efter de är födda och frågan om statens rätt att tvinga föräldrar att ta hand om sina barn, inklusive de med svåra hälsoproblem. Han vidhöll även att barn har rätten att rymma från sina föräldrar och söka nya så fort de har möjligheten till det. Han föreslog att föräldrar har en rättighet att adoptera bort ett barn, och även sälja rättigheterna till barnet i ett frivilligt kontrakt, vilket han menade är mer humant än statliga restriktioner över antalet barn som finns tillgängliga till sökande, och ofta bättre, föräldrar. Han diskuterade också det nuvarande rättssystemet som bestraffar barn för vuxna val.

### Anti-egalitarianism
I en artikel från 1963 skrev Rothbard att "negerrevolutionen har vissa aspekter som libertarianer måste stödja och andra som han borde motsätta sig. Libertarianen motsätter sig obligatorisk segregering och polisvåld, men han är även mot obligatorisk integrering och galenskaper såsom etnisk kvotering till jobb." Enligt Justin Raimondo, som skrivit en biografi om Rothbard, ansåg Rothbard att Malcolm X var en "stor svart ledare" och att Martin Luther King var omtyckt av vita eftersom han "var det stora sänket på de krafter som försökte skapa en negerrevolution". Rothbard jämförde också Lyndon B. Johnsons nyttjande av trupper för att krossa upploppen efter Kings död med Johnsons nyttjande av amerikanska trupper i Vietnamkriget.
Artikeln som namngav Rothbards bok, Egalitarianism as a Revolt Against Nature and Other Essays från 1974, hävdade att "jämlikhet inte går att inordna i den naturliga ordningen och att kampen för att göra alla jämlika i varje avseende (förutom för lagen) kommer att ha förödande konsekvenser." I den skrev Rothbard att "hos den vänster som strävar efter total jämlikhet finns den patologiska idén om att det inte finns någonting som strukturerar verkligheten; att hela världen är ett tabula rasa som kan förändras i vilken önskvärd riktning när som helst."

## Personligt
Utöver nationalekonomi, historia och filosofi så var Rothbard väldigt intresserad av schack, arkitektur och tidig jazz för att nämna några ämnen.[källa behövs] Rothbard kritiserade "degenerationen" av jazz och "popular song" till bebop och rock.
Även om Rothbard hade en sympatisk inställning till religion så var han en ateist.
I sina filmrecensioner (publicerade under pseudonymen "Mr. First Nighter"), kritiserade Rothbard "långsamma, tröga och tråkiga" filmer vilka "dryper av pretention och medveten tristess" såsom Juliet of the Spirits och The Piano. Han brukade lovorda filmer som representerade den gamla kulturens värden vilket han tyckte exemplifierades av James Bond-serien, "fantastisk historia, spännande action, hjälte mot skurk, spionberättelse, rak dialog och möjligheten att njuta av den borgerliga lyxen och intressanta tekniska hjälpmedel".

## Läs även
- Anarkokapitalism
- Österrikisk ekonomi
- Ludwig von Mises